# 1831 Nicholson
1831 Nicholson è un asteroide della fascia principale. Scoperto nel 1968, presenta un'orbita caratterizzata da un semiasse maggiore pari a 2,2394033 UA e da un'eccentricità di 0,1281725, inclinata di 5,63829° rispetto all'eclittica.
L'asteroide è dedicato all'astronomo statunitense Seth Barnes Nicholson.